# Rinconsaurus
Rinconsaurus (nome científico Rinconsaurus, lagarto de Rincón, em referência a Rincón de los Sauces, onde foi descoberto) é um dinossauro saurópodes que viveu no fim do período Cretáceo no que hoje é a Argentina. A espécie-tipo, Rinconsaurus caudamirus, foi descrito por Calvo e Riga, em 2003, e é baseado em três esqueletos parciais.
Como todos os saurópodes, o Rinconsaurus foi um grande quadrúpede herbívoro de longo pescoço. Os fósseis descobertos estão incompletos, mas seus descobridores estimam que o dinossauro poderia ter 11 metros de comprimento.
Fósseis de Rinconsaurus foram descobertos em 1997 por Gabriel Benítez perto de Rincón de los Sauces, em Neuquén , província da Argentina. Os fósseis, que consistiam de três indivíduos (dois adultos e um filhote), foram escavados por Jorge Calvo do Museu de Paleontologia da Universidade Nacional de Comahue.[carece de fontes?]